# Slax
Slax [slæks] je distribuce Linuxu (spouštěná z Live CD nebo jiného paměťového média), která vznikala z distribuce Slackware, nyní však vzniká z distribuce Debian.
Autorem této živé distribuce je Tomáš Matějíček. Distribuce může být spuštěna z pevného disku, IDE CD-ROM mechaniky, nebo z USB flash disku či jiného paměťového zařízení připojitelného k USB například externího disku nebo čtečky paměťových karet. Díky tomu, že velikost celé distribuce nepřesahuje 200 MB (vejde se na 8cm CD), může být SLAX celý nakopírován do paměti (bootovací parametr copy2ram), což uvolní mechaniku pro další použití.

## Úprava spuštění
Při úvodní obrazovce Slaxu (zelený čtyřlístek) lze stiskem Esc nebo mezerníkem upravit nastavení bootování, zobrazí se tyto možnosti:
- Persistent changes – zaškrtnutí značí načtení změn provedených v systému (pouze při spouštění ze zapisovatelného média)
- Graphical desktop – při zaškrtnutí se spustí grafické prostředí KDE, jinak pouze konzole
- Copy to RAM – zkopíruje celý Slax do paměti RAM (poté se může odstranit bootovací médium)
- PXE – slouži pro nabootování Slaxu do všech počítačů připojených k síti (např. školní)

Stiskem Tab ↹ lze upravit bootovací parametry ručně.

## Software
Slax 7.0.8 v základě obsahuje následující software:
1. Linux Kernel 3.8.2
2. X.Org 6.9
3. UnionFS & SquashFS
4. KDE 4.10
5. Mozilla Firefox 19.0.2 (lze stáhnout nejnovější Firefox 29.0.1)
6. Základní aplikace KDE
7. Dolphin prohlížeč souborů
8. Ark archivační nástroj
9. Konsole a xterm – emulátor terminálu
10. SMplayer multimediální přehrávač (má všechny nejznámější kodeky)
11. Okular – PDF prohlížeč
12. Gwenview – Prohlížeč obrázků

## Moduly
Silnou stránkou této distribuce je její rozšiřitelnost pomocí modulů. Díky této, mezi živými distribucemi, unikátní vlastnosti, mohou uživatelé SLAX obohatit o software, který v základní výbavě chybí. V současné době je k dispozici více než stovka modulů s lokalizacemi (včetně češtiny), hrami, systémovými a vývojovými nástroji, multimediálními aplikacemi, síťovými nástroji, … Kompresi modulů zajišťuje SquashFS. Tento mechanismus také umožňuje ukládat si vlastní nastavení – jednoduše se vypálí jako modul na CD nebo zkopíruje na flash disk. Výhodou těchto modulů je také, že se používají v komprimované formě pro úsporu paměti.

## linux-live
Tomáš Matějíček je rovněž autorem linux-live skriptů, které umožňují vytvořit živou distribuci z jakékoliv jiné distribuce Linuxu. Podmínkou je správně nakonfigurované jádro (především podpora pro SquashFS, AuFS a initrd.gz).
Jako bootloader je použit isolinux. Po nastartování jádra se v paměti vytvoří 4MiB velký ramdisk, do něhož se rozbalí initrd.gz. Ten obsahuje malý busybox s ash shellem a ash skript linuxrc, který připojí jednotlivé moduly a provede chroot.
www.linux-live.org

## Minimální systémové požadavky
Požadavky na systém viz soubor requirements.txt na live CD. Pro verzi 6 i 7 jsou požadavky následující:
- Médium – CD-ROM mechanika pro spuštění z CD, USB flash disk, nebo USB pevný disk
- Paměť – minimálně 36 MB pro spuštění Slaxu, 96 MB pro běh X Window System s fluxboxem, 144 MB pro běh X Window System s KDE, 350 MB pro použití copy2ram
- Procesor – i486 nebo lepší, Pentium nebo AMD (pro x86 verzi)
- Ostatní zařízení – PS/2 nebo USB klávesnici a myš
- Pevný disk pro běh systému není potřeba